# Sockertopp

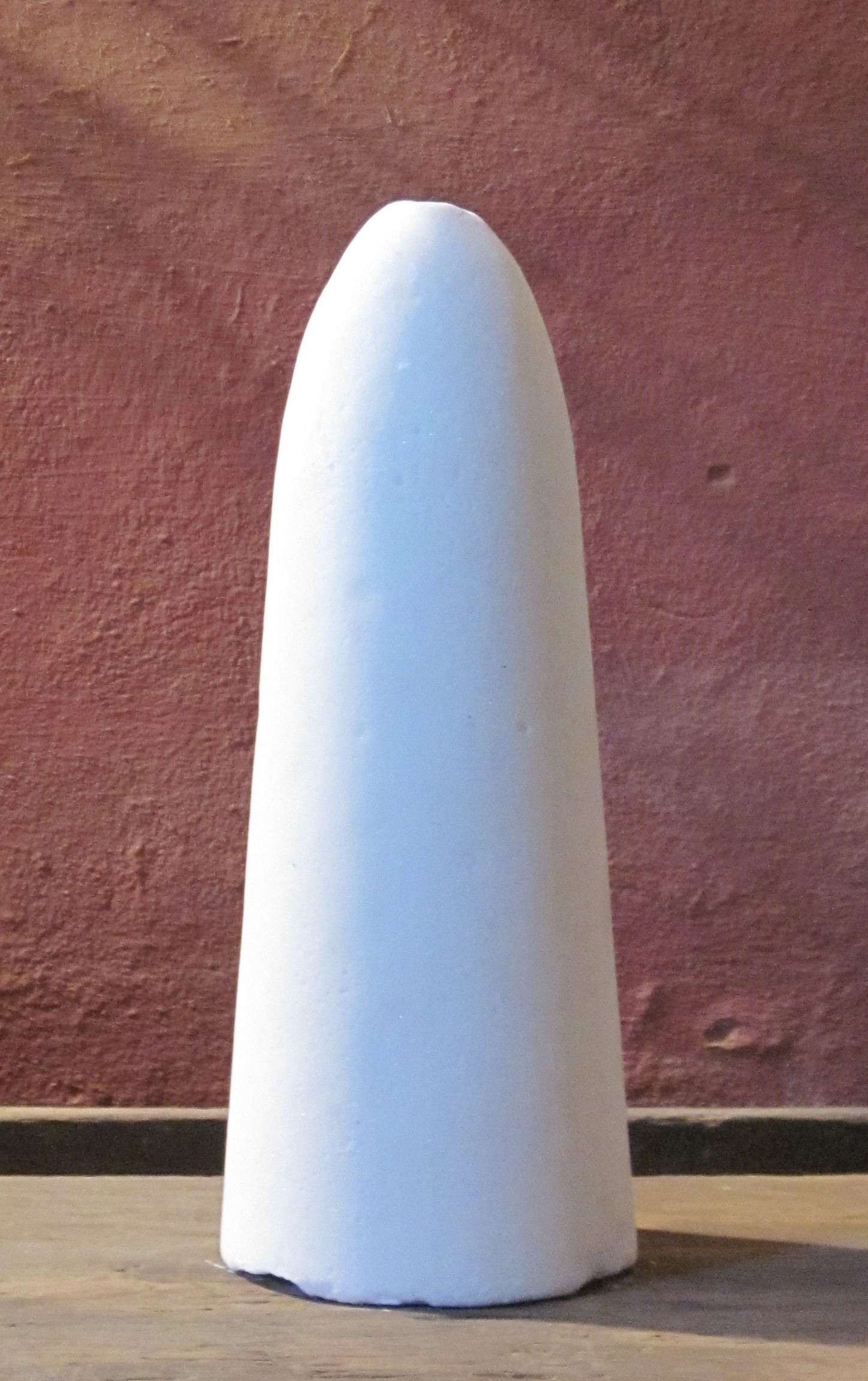
En sockertopp.

En sockertopp är en gjuten massa av socker i form en kon med en vikt på vanligtvis 3–9 kg. Sockertoppen kan huggas eller klippas med en sockertång för att få lämpliga bitar till till exempel kaffet. Sockertoppar förvarades ibland i sockerskrin. Sockertoppar slutade produceras av SSA år 1941. Sockertoppar kan ibland finnas att köpa i butiker med en gammaldags prägel. Nutida sockertoppar brukar vara uppsågade i skivor, ett par centimeter tjocka.

## Användning
- Utöver smaksättning av diverse födoämnen, har toppsocker används för hemmatillverkning av punsch. En sockertopp sätts därvid över ett kärl, som hålls varmt. Traditionellt görs det framför en öppen spis med en rejäl brasa, vilket ger den nödvändiga värmen. Arrak hälls över sockertoppen, och det nedrunna öses gång på gång över sockertoppen, tills det nedrunna fått angenäm styrka och smak.
- I gamla matrecept kan man se anvisning om att använda en bit av en sockertopp som rivjärn för att skrapa av det yttersta från en apelsin. Avskrapet blev samtidigt något sötat, och användes som smaksättare i bakverk.
- Traditionellt används två stora sockertoppar under persiska bröllopsceremonier. De två sockertopparna (kalle qand) gnids mot varandra så att socker faller ner över brudparet för att bringa sötma och glädje.

Berget Sockertoppen (Pão de Açúcar) i Rio de Janeiro har fått sitt namn för att det anses likna en sockertopp.

## Bilder

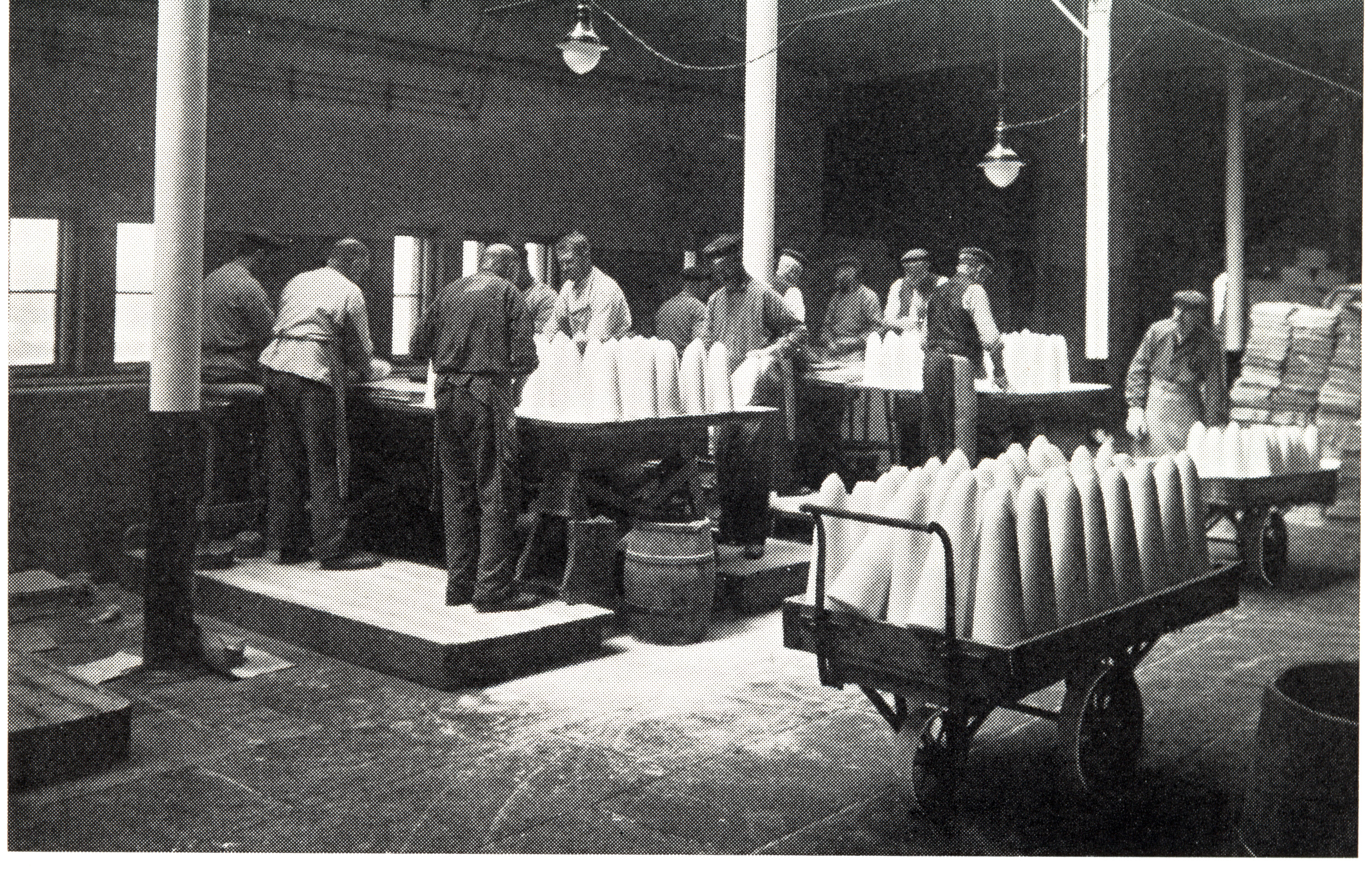
Inslagning av sockertoppar. Carnegieska sockerbruket, Göteborg, omkring 1900.
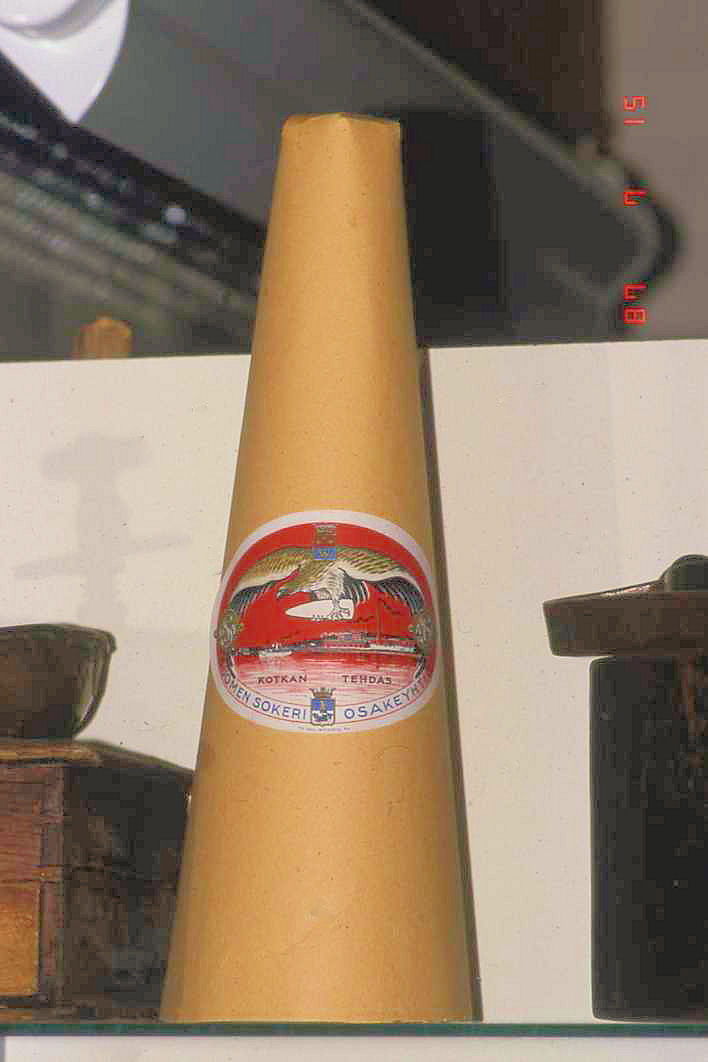
Inslagen sockertopp
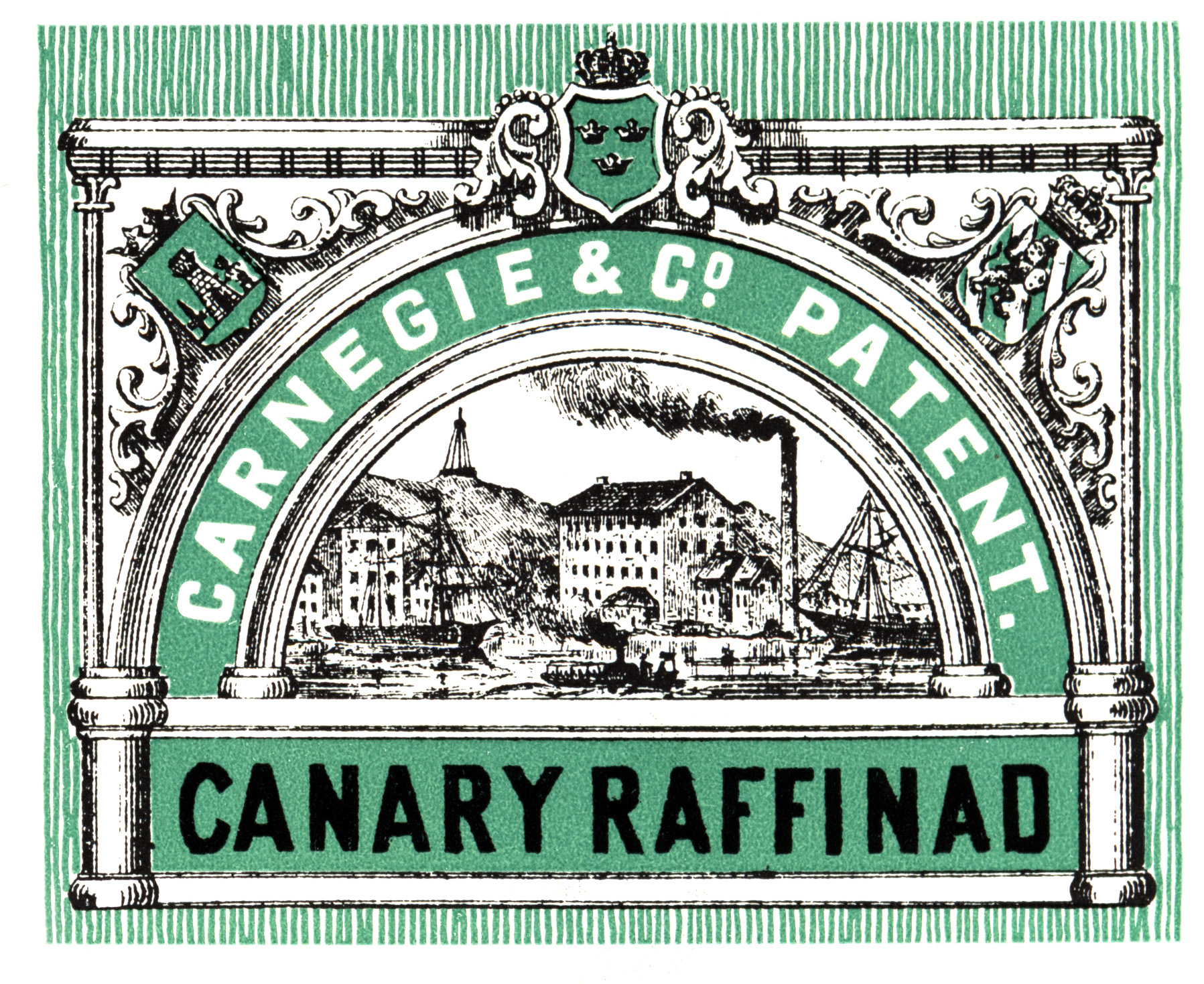
Etikett till sockertopp. Carnegieska sockerbruket, Göteborg.